# Rață sunătoare americană
Rața sunătoare americană (Bucephala albeola) este o rață de mare de mărime medie din genul Bucephala. Se reproduce în Alaska și Canada și migrează în timpul iernii în sudul Americii de Nord. 

## Taxonomie
În 1758, naturalistul suedez Carl Linnaeus a descris-o oficial în cea de-a zecea ediție a lucrării sale Systema Naturae sub denumirea binomială Anas albeola. Linnaeus și-a bazat descrierea pe „mica rață albă și neagră” care fusese descrisă în 1747 de naturalistul englez George Edwards în cel de-al doilea volum al lucrării sale A Natural History of Uncommon Birds. Edwards a examinat un specimen din Newfoundland furnizat de arhivistul George Holmes, custodele adjunct al registrelor din Turnul Londrei. Linnaeus a specificat localitatea tip ca fiind America, dar aceasta a fost restrânsă la Newfoundland în urma lui Edwards. Rața sunătoare americană este acum plasată împreună cu două specii cu ochi aurii în genul Bucephala, care a fost introdus în 1858 de naturalistul american Spencer Baird⁠(d). Specia este monotipică: nu sunt recunoscute subspecii. Numele genului este derivat din greaca veche boukephalos (de la bous, „taur” și kephale, „cap”), o referire la mărimea capului său. Numele speciei albeola este un diminutiv din latinescul albus care înseamnă „alb”.

## Galerie

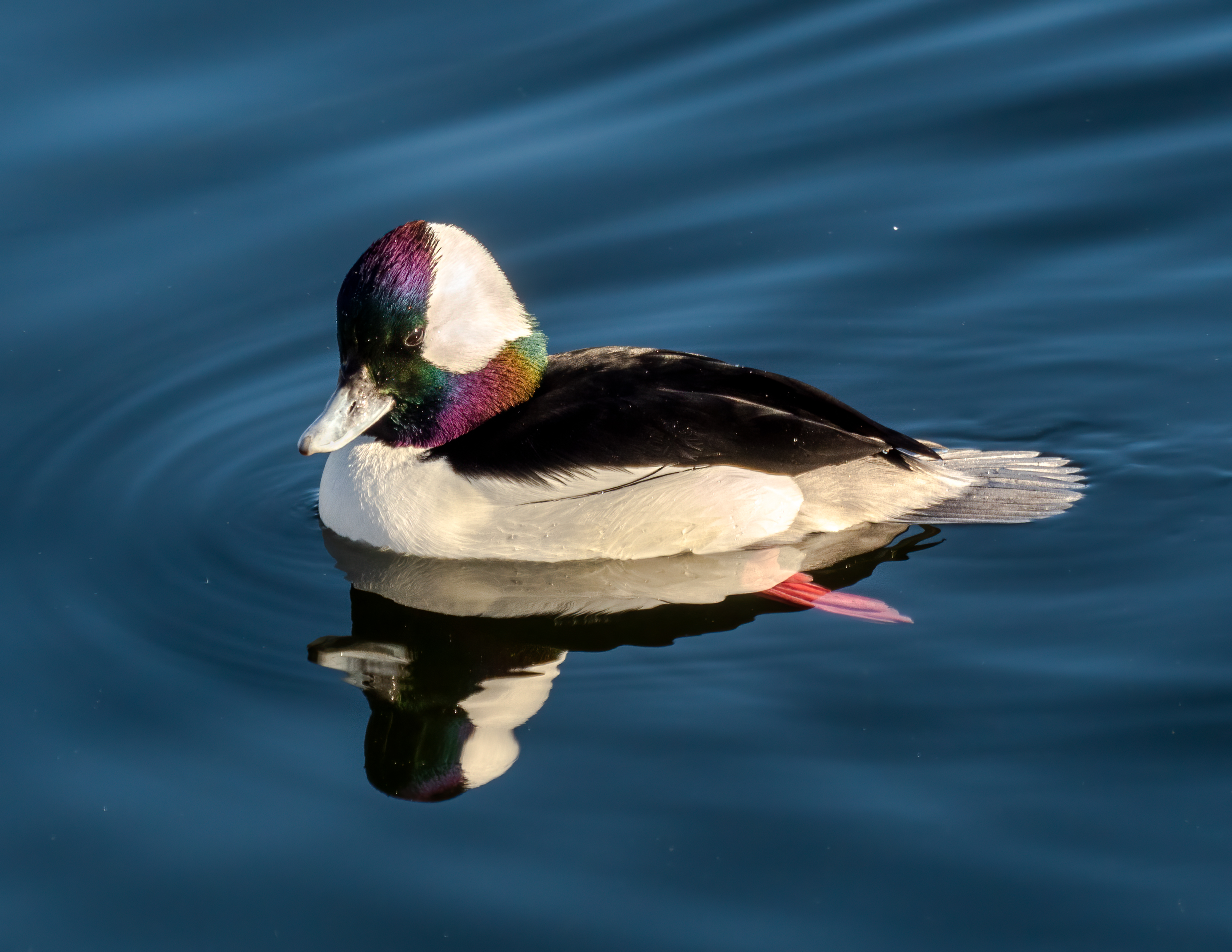
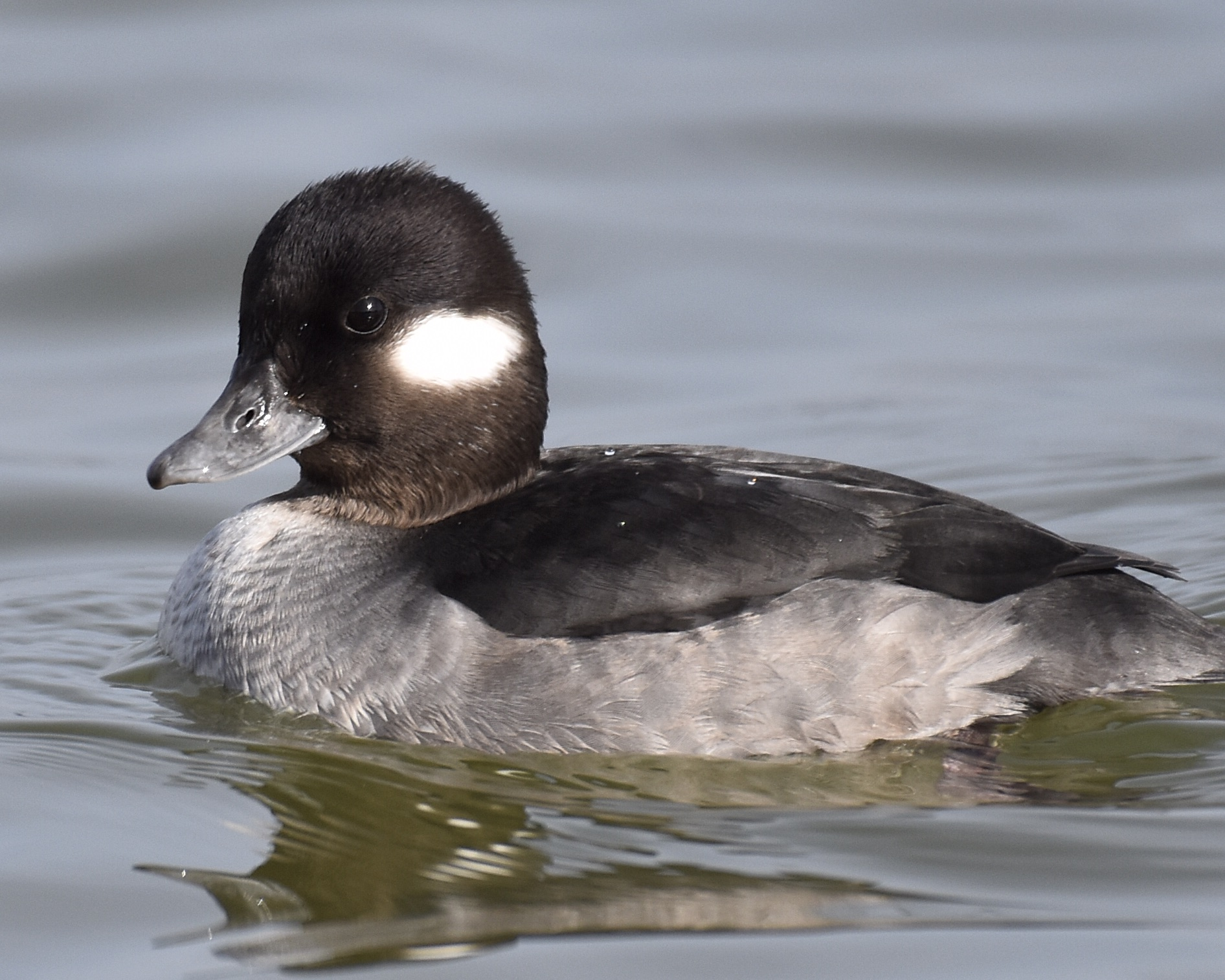
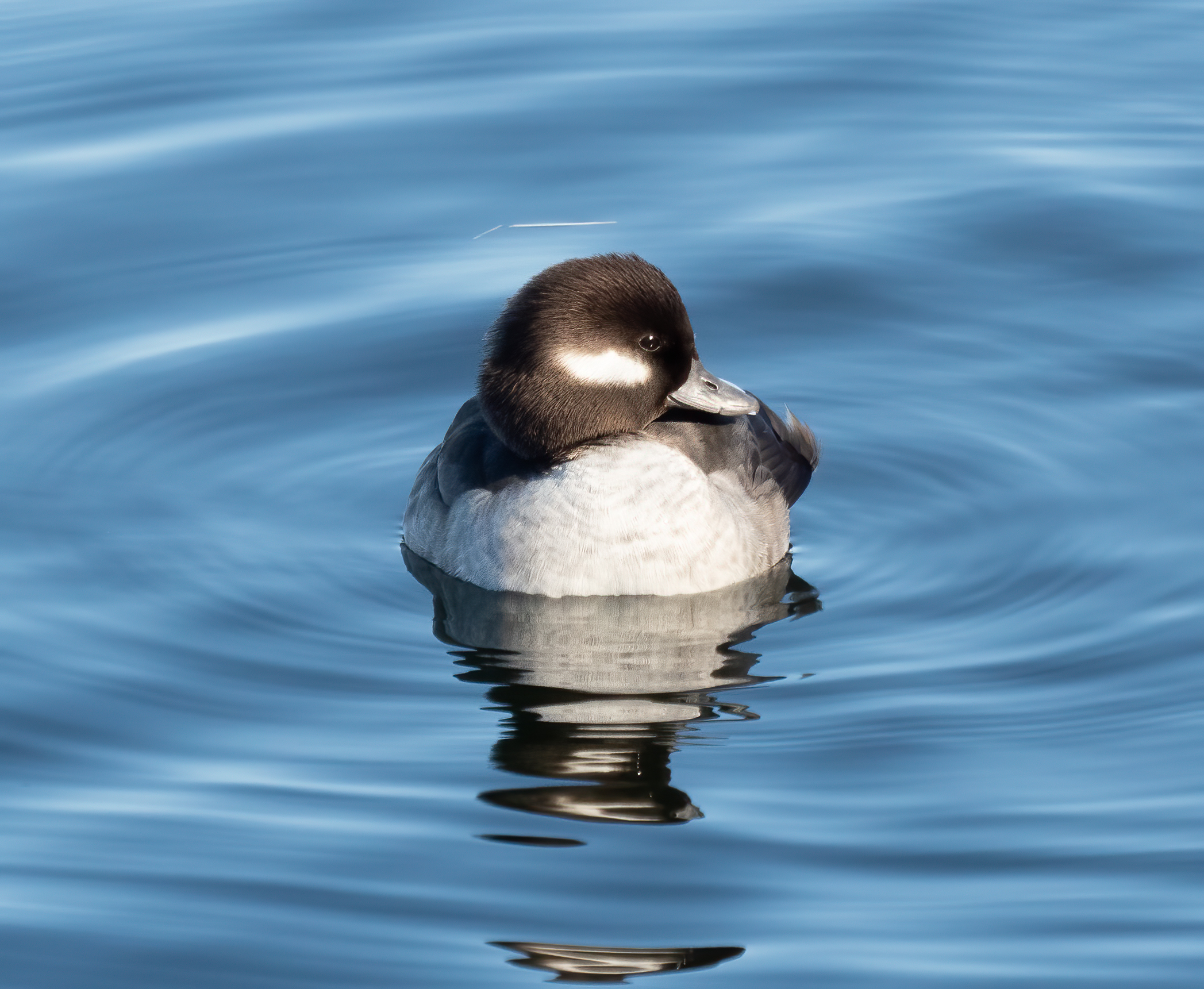
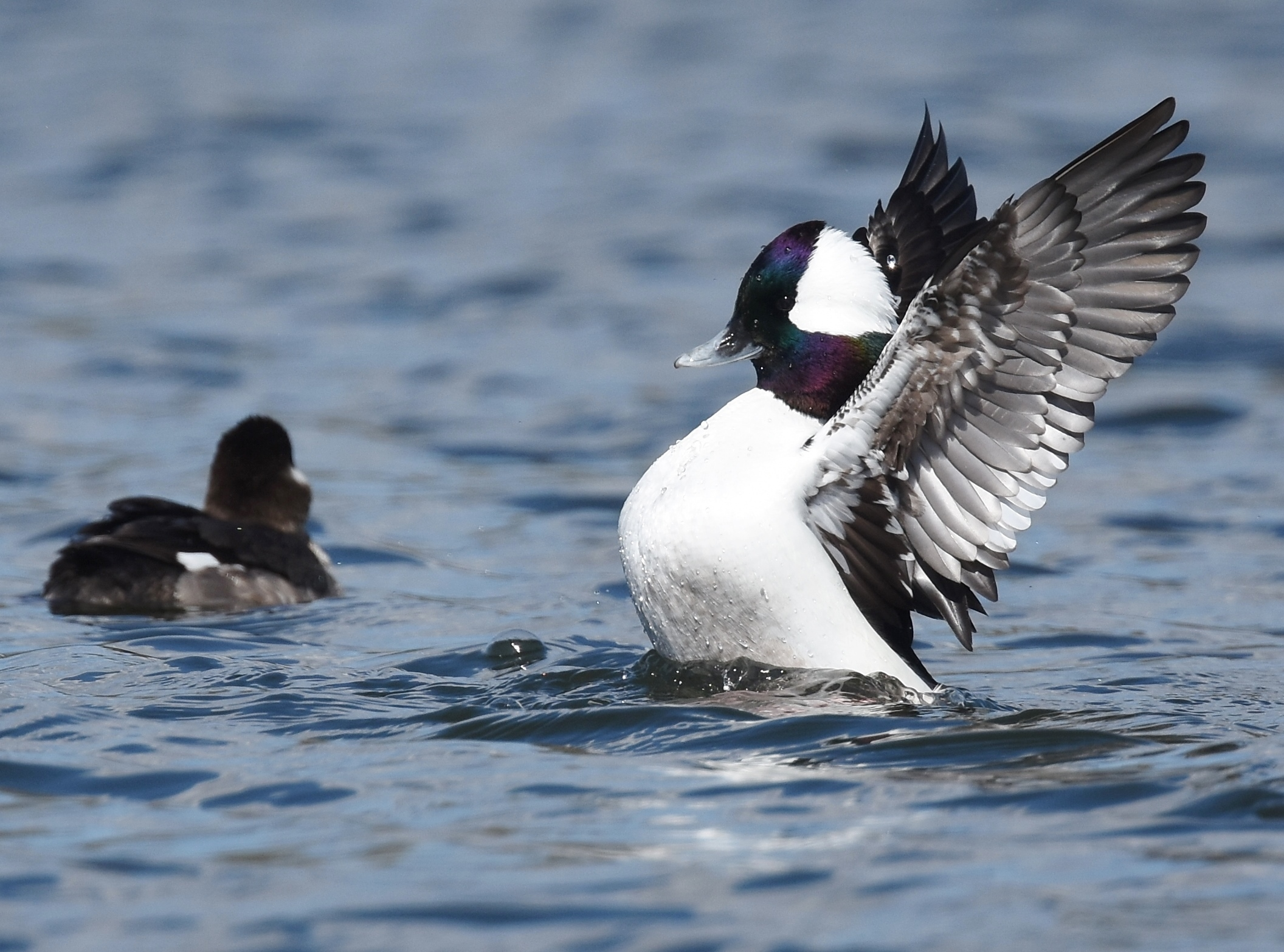